# إعجام

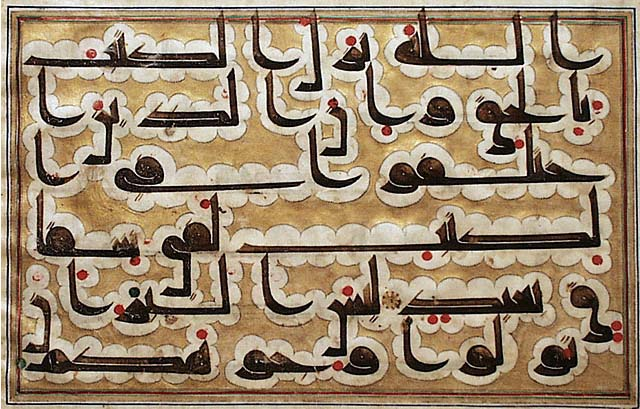

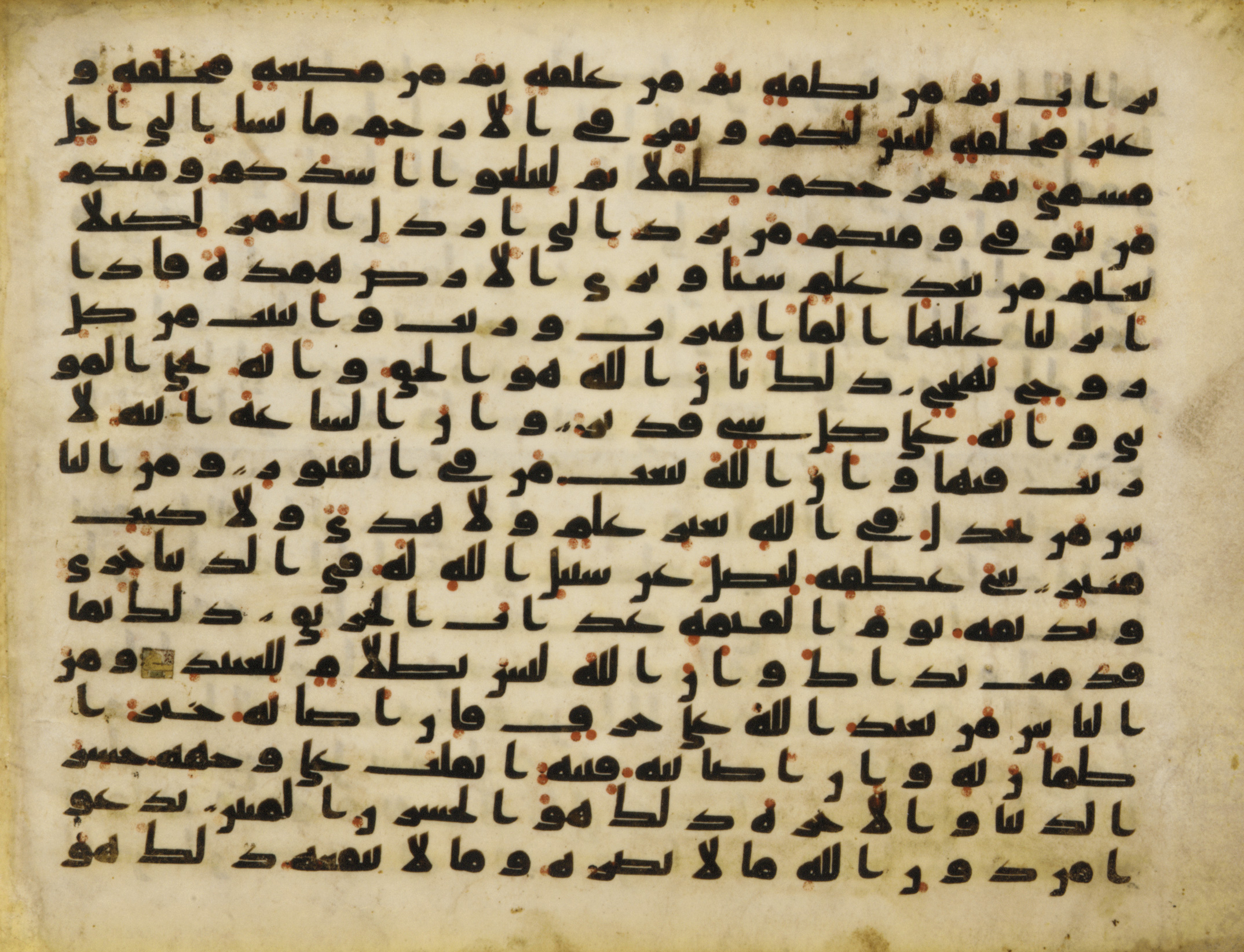
مخطوط للقرآن الكريم من عهد الدولة العباسية.

الإعجام كانت العربية قبل الخط النسخي، خالية من النقط والشكل، وأول من أحدث التعديل في الكتابة هو أبوالأسود الدؤلي (605 - 688) - عندما فشا اللحن باختلاط العرب بالعجم، فوضع الحركات على شكل نقط، ثم أكمل عمله تلميذاه: يحيى بن يعمر، ونصر بن عاصم، فجعلا الحركات بلون يختلف عن لون النقط، ثم قسّما الحروف إلى مهملة وإلى معجمة.

## الحروف المُهملة
الحروف المُهملة أي الخالية من النقط، وعددها ثلاثة عشر حرفاً هي: أ، ح، د، ر، س، ص، ط، ع، ك، ل، م، هـ، و.

## الحروف المُعجمة
الحروف المُعجمة أي المشتملة على النقط، وعددها أربعة عشر حرفا وهي: ب، ت، ث، ج، خ، ذ، ز، ش، ض، ظ، غ، ف، ق، ن.

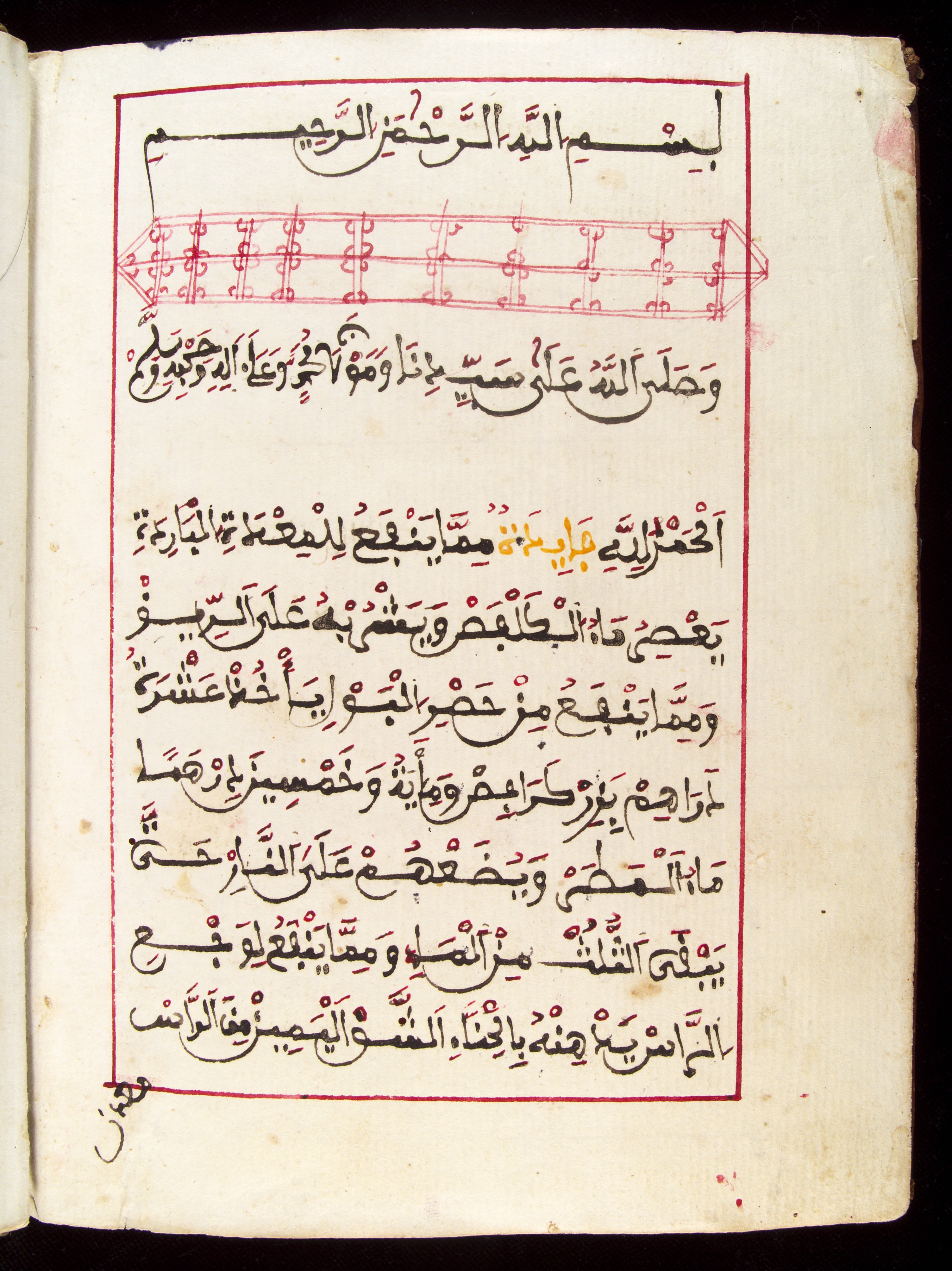
مخطوطة تظهر كيفية كتابة الفاء والقاف بالخط المغربي

## حرف الياء
أما حرف الياء فتارّة ترد معجمة «ي»، وأخرى مهملة «ى». 

## الترتيب الأبجدي
بدّل يحيى بن يعمر، ونصر بن عاصم ترتيب الحروف من الترتيب الأبجدي أبجد هوّز، إلى الترتيب الألفبائي الحالي أ، ب، ت، ث…
وقد اعتمد في هذا الترتيب على التشابه في رسم الحروف.

## المؤسس والمشيد
المؤسس هو الكلام الذي كل حروفه المنقوطة منقطة بنقط تحتية. يقابله المشيد أي ما أتت ألفاظه من حروف منقوطة نقطا فوقية أو مهملة (غير منقوطة).
الحروف المنقوطة التحتية ثلاثة في العربية اثنان موحدان وواحد مثنى مجموعة في كلمة «جيب»، والمنقوطة الفوقية اثنا عشر ثمانية موحدة واثنان مثنان واثنان مثلثان، وما سوى ذلك مهمل تعداده ثلاثة عشر.